# Selección femenina de baloncesto de Austria
La Selección femenina de baloncesto de Austria es un equipo formado por jugadoras de nacionalidad austríaca que representa a Austria en las competiciones internacionales organizadas por la Federación Internacional de Baloncesto (FIBA) o el Comité Olímpico Internacional (COI): los Juegos Olímpicos y Campeonato mundial de baloncesto especialmente.

## Resultados

### Juegos Olímpicos
| Baloncesto en los Juegos Olímpicos | Baloncesto en los Juegos Olímpicos | Baloncesto en los Juegos Olímpicos | Baloncesto en los Juegos Olímpicos | Baloncesto en los Juegos Olímpicos | Baloncesto en los Juegos Olímpicos |
| ---------------------------------- | ---------------------------------- | ---------------------------------- | ---------------------------------- | ---------------------------------- | ---------------------------------- |
| Montreal 1976:                     | No clasificó                       | Moscú 1980:                        | No clasificó                       | Los Ángeles 1984:                  | No clasificó                       |
| Seúl 1988:                         | No clasificó                       | Barcelona 1992:                    | No clasificó                       | Atlanta 1996:                      | No clasificó                       |
| Sídney 2000:                       | No clasificó                       | Atenas 2004:                       | No clasificó                       | Pekín 2008:                        | No clasificó                       |
| Londres 2012:                      | No clasificó                       | Río 2016:                          | No clasificó                       | Tokio 2020:                        | No clasificó                       |
| París 2024:                        | No clasificó                       |                                    |                                    |                                    |                                    |

### Mundiales
| Copa Mundial de Baloncesto Femenino | Copa Mundial de Baloncesto Femenino | Copa Mundial de Baloncesto Femenino | Copa Mundial de Baloncesto Femenino | Copa Mundial de Baloncesto Femenino | Copa Mundial de Baloncesto Femenino |
| ----------------------------------- | ----------------------------------- | ----------------------------------- | ----------------------------------- | ----------------------------------- | ----------------------------------- |
| 1953:                               | No clasificó                        | 1957:                               | No clasificó                        | 1959:                               | No clasificó                        |
| 1964:                               | No clasificó                        | 1967:                               | No clasificó                        | 1971:                               | No clasificó                        |
| 1975:                               | No clasificó                        | 1979:                               | No clasificó                        | 1983:                               | No clasificó                        |
| 1986:                               | No clasificó                        | 1990:                               | No clasificó                        | 1994:                               | No clasificó                        |
| 1998:                               | No clasificó                        | 2002:                               | No clasificó                        | 2006:                               | No clasificó                        |
| 2010:                               | No clasificó                        | 2014:                               | No clasificó                        | 2018:                               | No clasificó                        |
| 2022:                               | No clasificó                        | 2026:                               |                                     |                                     |                                     |

### Eurobasket
| Campeonato Europeo de Baloncesto Femenino | Campeonato Europeo de Baloncesto Femenino | Campeonato Europeo de Baloncesto Femenino | Campeonato Europeo de Baloncesto Femenino | Campeonato Europeo de Baloncesto Femenino | Campeonato Europeo de Baloncesto Femenino |
| ----------------------------------------- | ----------------------------------------- | ----------------------------------------- | ----------------------------------------- | ----------------------------------------- | ----------------------------------------- |
| 1938:                                     | No clasificó                              | 1950:                                     | 10º                                       | 1952:                                     | 9º                                        |
| 1954:                                     | 8º                                        | 1956:                                     | 8º                                        | 1958:                                     | 8º                                        |
| 1960:                                     | No clasificó                              | 1962:                                     | No clasificó                              | 1964:                                     | No clasificó                              |
| 1966:                                     | No clasificó                              | 1968:                                     | No clasificó                              | 1970:                                     | 10º                                       |
| 1972:                                     | 12º                                       | 1974:                                     | No clasificó                              | 1976:                                     | No clasificó                              |
| 1978:                                     | No clasificó                              | 1980:                                     | No clasificó                              | 1981:                                     | No clasificó                              |
| 1983:                                     | No clasificó                              | 1985:                                     | No clasificó                              | 1987:                                     | No clasificó                              |
| 1989:                                     | No clasificó                              | 1991:                                     | No clasificó                              | 1993:                                     | No clasificó                              |
| 1995:                                     | No clasificó                              | 1997:                                     | No clasificó                              | 1999:                                     | No clasificó                              |
| 2001:                                     | No clasificó                              | 2003:                                     | No clasificó                              | 2005:                                     | No clasificó                              |
| 2007:                                     | No clasificó                              | 2009:                                     | No clasificó                              | 2011:                                     | No clasificó                              |
| 2013:                                     | No clasificó                              | 2015:                                     | No clasificó                              | 2017:                                     | No clasificó                              |
| 2019:                                     | No clasificó                              | 2021:                                     | No clasificó                              | 2023:                                     | No clasificó                              |
| 2025:                                     | No clasificó                              | 2027:                                     |                                           |                                           |                                           |